# Роберто Акунья
Роберто Акунья (ісп. Roberto Acuña, нар. 25 березня 1972, Авельянеда) — парагвайський футболіст аргентинського походження, центральний півзахисник клубу «Рубіо Нью». Футболіст року в Парагваї (2001).
Має прізвисько «Ель Торо» (бик) через стійкість при грі в обороні. Акунья грав кілька років в іспанських клубах «Реал Сарагоса» і «Депортіво», вигравши Кубок Іспанії. Він також зіграв за національну збірну Парагваю на трьох чемпіонатах світу (1998, 2002 і 2006) та чотирьох чемпіонатах Америки.

## Клубна кар'єра
Роберто народився в аргентинському місті Авельянеда, але його батьки емігрували в Парагвай, коли Акунья був ще зовсім маленьким. У 1989 році він почав грати за клуб «Насьйональ» з міста Асунсьйон, в якому провів п'ять сезонів. У 1994 році йому видали громадянство, і він отримав можливість грати за збірну.
Після цього він повернувся назад в Аргентину, де відіграв чотири сезони за клуби «Архентінос Хуніорс», «Бока Хуніорс» та «Індепендьєнте» (Авельянеда). Причому в «Індепендьєнте» грав два роки.
У 1997 році його помітили селекціонери іспанського клубу «Реал Сарагоса». У Ла Лізі дебютував 31 серпня 1997 року в матчі проти «Сельти» (1:2). Граючи в «Сарагосі» він досяг піку форми і став одним із провідних гравців у Ла Лізі. У сезоні 1999/00 Роберто зайняв з клубом на 4 місце і наступного сезону дебютував з клубом в Кубку УЄФА. Також він виграв разом зі своєю командою в 2001 році Кубок Іспанії та виграв нагороду Футболіст року в Парагваї, але наступний рік був невдалим для «Сарагоси» і команда зайняла останнє 20 місце та вилетіла в Сегунду. За всі проведені в «Сарагосі» роки Акунья забив у ворота суперників 20 м'ячів.
У 2002 році Акунью викупив «Депортіво», але на новому місці гравець не прижився. Роберто часто мучили травми, і він з'явився на полі лише 7 разів за сезон. Після цього його віддали в оренду в «Ельче», а згодом в еміратський «Аль-Айн».
В подальшому повернувся до Латинської Америки, де виступав за «Росаріо Сентраль», «Олімпію» (Асунсьйон), «Рубіо Нью», «12 жовтня» та «Депортіво Реколета».
2016 року повернувся в «Рубіо Нью», ставши найстарішим гравцем, щозіграв в Першому дивізіоні Парагваю у 43 років, 10 місяців і 13 днів, але в наступному сезоні 2017 року він побив власний рекорд. Станом на 5 січня 2017 відіграв за команду з Асунсьйона 13 матчів в національному чемпіонаті.

## Виступи за збірну
10 червня 1993 року дебютував в офіційних матчах у складі національної збірної Парагваю проти Мексики (1:3). У тому ж році він зіграв на Кубку Америки 1993 року в Еквадорі і досяг чвертьфіналу.
Після цього Акунья був учасником двох наступних континентальних змагань: Кубка Америки 1995 року в Уругваї та розіграшу Кубка Америки 1997 року у Болівії, після чого поїхав на чемпіонату світу 1998 року у Франції. На першому ждя себе «мундіалі» Акунья зіграв у всіх 3 матчах групового етапу — з Болгарією (0:0), Іспанією (0:0) та Нігерією (3:1), а також в матчі плей-оф проти Франції (0:1). Наступного року зіграв на домашньому Кубку Америки 1999 року, де збірна знову дійшла до чвертьфіналу.
Згодом зіграв на чемпіонаті світу 2002 року в Японії і Південній Кореї, де також був основним гравцем збірної Парагваю і зіграв у всіх 3 матчах групи В — проти ПАР (2:2), Іспанії (1:3) та Словенії (3:1). У 1/8 фіналу проти Німеччини, парагвайці програли 0:1, а Акунья отримав червону картку на 90-й хвилині за фол на Міхаелі Баллаку, ставши першим парагвайцем, вилученим на чемпіонатах світу.
Через чотири роки зіграв у своєму останньому чемпіонаті світу 2006 року у Німеччині. Цього разу парагвайці не пройшли групу, зайнявши третє місце, а Акунья провів три повних матчі з Англією (0:1), Швецією (0:1) і Тринідадом і Тобаго (2:0).
Востаннє зіграв за збірну 11 червня 2011 року у віці 39 років, в товариській грі з Румунією. Ця гра стала ювілейною сотою для гравця у формі збірної.
У 2014—2015 роках грав за пляжну збірну Парагваю, взявши участь у чемпіонаті світу з пляжного футболу 2015 року.

## Титули і досягнення
- Володар Кубка Іспанії з футболу (1):

«Реал Сарагоса»: 2000-01
- Переможець Рекопи Південної Америки (1):

«Індепендьєнте»: 1995